# モンガに散る
『モンガに散る』（モンガにちる、原題：艋舺, 臺羅拼音：Báng-kah, 英題：Monga）は、2010年2月5日公開の台湾映画。
日本では、2010年の第23回東京国際映画祭アジアの風部門「台湾電影ルネッサンス2010～美麗新世代」においてゲストを迎えてオープニング上映された後、2010年12月18日に劇場公開された。

## ストーリー
1986年、台湾、台北一の繁華街モンガは商業地区として繁栄する裏で多くの極道組織が覇権争いを繰り広げ、抗争の絶えない街だった。ある日、この街に引っ越してきた高校生のモスキートと、モンガで一番の権力を持つ極道の親分の一人息子で校内勢力を仕切っているドラゴンが出会い、意気投合した彼らは青春の日々を謳歌（おうか）するが…。

## キャスト
- モンク（何天佑/和尚）： イーサン・ルアン（阮經天）
- モスキート（周以文/蚊子）： マーク・チャオ（趙又廷）
- ドラゴン（李志龍/志龍）： リディアン・ヴォーン（鳳小岳）
- 白ザル（侯春生/白猴）： ツァイ・チャンシェン（蔡昌憲）
- アペイ（黃萬伯/阿伯）： フアン・タンフイ（黃鐙輝）
- ゲタ親分（ドラゴンの父/李坤勇）： マー・ルーロン（馬如龍）
- ドラゴンの母（ゲタ親分の妻）： シー・マンニン（席曼寧）
- ウルフ（灰狼）： ニウ・チェンザー（鈕承澤）
- ブンケアン（文謙）： ワン・シーシェン（王識賢）
- 娼婦のニン（小凝）： クー・ジャーヤン（柯佳嬿）
- モスキートの母（周玲婉/小玲）： リン・シュウリン（林秀玲）

## おもな受賞
- 第12回台北映画祭
  - 最佳美術設計（最優秀美術賞）
- 第30回ハワイ国際映画祭
  - 最佳亞洲影片獎（最優秀アジア映画賞）
- 第47回金馬奨
  - 最佳男主角（最優秀主演男優賞）（イーサン・ルアン）
  - 最佳音效（最優秀音響効果賞）
  - 年度台湾傑出電影工作者受賞（台湾映画制作者賞）（リー・リエ）
- 第54回アジアパシフィック映画祭
  - 最佳藝術指導（最優秀芸術指導賞）
  - 最佳音樂（最優秀音楽賞）

## ソフトウェア
- 日本では発売延期がされたものの2011年8月2日に、ハピネットから日本版DVDおよびBlu-rayが発売された[3]。

## 参考
- 「モンガに散る」劇場パンフレット
- 第23回東京国際映画祭 モンガに散る